# Os Sobreviventes
Os Sobreviventes é o primeiro álbum de estúdio de Sérgio Godinho, lançado em 1972. 
Foi gravado no Strawberry Studio, de Michel Magne, Chateau d'Hérouville, França, nos últimos dias de Abril de 1971.
Em 1990 o álbum foi reeditado em CD  pela Philips.

## Descrição do álbum
Gravada no mesmo ano que Cantigas do Maio e Mudam-se os Tempos, Mudam-se as Vontades (mas só editado no ano seguinte), a estreia de Sérgio Godinho oferecia mais uma voz ao coro de contestação ao regime. 
Registado em França, premiado e posteriormente proibido em Portugal, revelou um autor comprometido com as palavras e a forma como se entrelaçam nas melodias.

## Recepção da crítica

### Distinções
Sobreviventes recebeu o Prémio da Imprensa (1972), ou Prémio Bordalo, entregue pela Casa da Imprensa em 1973, como "Melhor Disco" na categoria "Música", "pelo seu triplo aspecto de qualidade, significação e consciente e eficaz trabalho de equipa".

## Listas de faixas
Letras e músicas de Sérgio Godinho, excepto onde indicado: 
1. "Que força é essa?" – 3:51
2. "A-A-E-I-O" – 2:10
3. "Descansa a cabeça (estalajadeira)" – 2:30
4. "Paula" – 2:48
5. "Que bom que é" – 1:45
6. "O charlatão" (música de José Mário Branco) – 3:27
7. "Farto de voar" – 2:25
8. "Senhor Marquês" – 1:20
9. "Cantiga da velha mãe e dos seus dois filhos" (música de José Mário Branco) – 4:01
10. "A linda Joana" – 1:31
11. "Romance de um dia na estrada" – 4:05
12. "Maré alta" – 3:19

## Créditos pessoais
No disco participaram: 
- Sérgio Godinho: viola, piano, gaita kazoo
- José Mário Branco: piano, xilofone, orgão, viola, coros
- Sheila: coros
- Isabel: coros
- Cras: bateria
- Gérard Crapoutchik: viola, guitarra eléctrica
- Uli Plech: flauta
- Christian Padovan: baixo eléctrico